# Peter Vail
Peter R. Vail (* 13. Januar 1930 in New York City; † 28. Dezember 2024) war ein US-amerikanischer Geologe und Geophysiker, bekannt als Pionier in  der Sequenzstratigraphie und seismischen Stratigraphie als Ergebnis seiner Arbeiten in der Erdölgeologie und Meeresgeologie.

Vergleich der Meeresspiegelkurven von Exxon und Anthony Hallam (1983)

## Werdegang
Vail studierte am Dartmouth College mit dem Bachelor-Abschluss 1952 und der Northwestern University, wo er 1956 seinen Master-Abschluss machte und im selben Jahr promoviert wurde. Danach ging er als Geophysiker und Erdölgeologe zu Exxon, wo er Senior Research Scientist wurde und bis 1986 blieb. 1976 war er Gastwissenschaftler am Woods Hole Oceanographic Institute. Ab 1986 war er W. Maurice Ewing Professor für Ozeanographie an der Rice University.
Vail revolutionierte die geologische Interpretation von Daten der Reflexionsseismologie und zeigte, dass diese mit Meeresspiegelschwankungen korrelieren und als Methode in der stratigraphischen Kartierung benutzt werden konnten. 1977 veröffentlichte er mit anderen Geologen von Exxon ein Diagramm von globalen Meeresspiegelschwankungen in der Erdgeschichte (Vail Curve), die sie aus meeresgeologischen Forschungen in der Erdölgeologie erhalten hatten. Sie beruhten auf proprietären stratigraphischen und seismischen Informationen der Ölfirma und waren deshalb zunächst nicht unabhängig durch Wissenschaftler überprüfbar.
2005 erhielt er die Benjamin-Franklin-Medaille des Franklin Institute und 1986 die William Smith Medal der London Geological Society. 2003 erhielt er die Penrose-Medaille der Geological Society of America und er erhielt den Sidney Powers Memorial Award der American Association of Petroleum Geologists (sowie deren President´s Award) und die Virgil Kauffman Gold Medal der Society of Exploration Geophysicists. 1992 erhielt er die Twenhofel Medal.

## Schriften
- Bilal Haq, Jan Hardenbol, Peter Vail Chronology of Fluctuating Sea Levels Since the Triassic, Science, Band 235, 1987, S. 1156–1167
- R. M. Mitchum, S. Thompson, Peter Vail Seismic stratigraphy and global changes of sea level, part 3: Relative changes of sea level from coastal onlap, in C.E. Clayton (Herausgeber) Seismic stratigraphy - applications to hydrocarbon exploration, Tulsa, Oklahoma, American Association of Petroleum Geologists Memoir 26, 1977, S. 63–81.
- J. Hardenbol, R. G. Todd, Peter Vail Jurassic unconformities, chronostratigraphy, and sea-level changes from seismic stratigraphy and biostratigraphy, in J.S. Schlee (Herausgeber) Interregional unconformities and hydrocarbon accumulation, Tulsa, Oklahoma, American Association of Petroleum Geologists Memoir 36, 1984, S. 129–144.